# كيرلس الرابع (بابا الإسكندرية)
قداسة البابا كيرلس الرابع كان بابا الإسكندرية وبطريرك الكرازة المرقسية ال 110 (1854- 1861)
رغم البابويه قصيرة نسبيا، فهو بحق بمثابة أب 'الإصلاح' للكنيسة القبطية الارثوذكسيه في العصر الحديث.
يعزى له الفضل الكبير لاقامة دار للطباعة وطباعة العديد من كتب الكنيسة.
وبناء على طلب من الوالي سعيد مصر وانه شخصيا على رأس البعثة الدبلوماسية إلى إثيوبيا، سجلت أول زيارة يقوم بها رئيس للكنيسة القبطية لهذا البلد كانون الأول / ديسمبر 1856.
زيارة وصفها الإمبراطور تيودور الثاني بأنه غير قادر على تصور كيف يمكن لأسقف مسيحي يعمل بصفته مبعوثا للوالي المسلم
سجن البابا كيرلس الرابع لبضعة أيام خلال زيارته قبل السماح له بالمغادرة في تشرين الثاني / نوفمبر من السنة التالية.